# Cecil C. Goldsmith
Cecil Charles Goldsmith (* 16. November 1889 in Gloucester; † 2. März 1972 in Sydney, Australien) war ein britischer Sprachlehrer und Generalsekretär der Internacia Esperanto-Ligo.

## Leben
Nach dem Studium an der Universität Birmingham tat Goldsmith Dienst als Offizier in der britischen Armee, mit der er am Ersten Weltkrieg teilnahm.
Nachdem er 1907 die Welthilfssprache Esperanto erlernt hatte, engagierte Goldsmith sich intensiv in der internationalen Esperanto-Bewegung. Er wurde Sekretär der Esperanto-Gesellschaft in Birmingham und später Administrator des britischen Esperanto-Verbandes und organisierte die britischen Esperantokongresse in Birmingham (1920), Leamington (1923), Canterbury (1929) und Birmingham (1931).
1936 wurde Goldsmith Generalsekretär der Internacia Esperanto-Ligo (IEL) in London. In dieser Stellung organisierte er die Esperanto-Weltkongresse von 1937, 1938 und 1939.
Aufgrund seiner Tätigkeit im Bereich der Völkerverständigung geriet Goldsmith Ende der 1930er Jahre ins Visier der nationalsozialistischen Polizeiorgane, die ihn als Staatsfeind einstuften: Im Frühjahr 1940 setzte das Reichssicherheitshauptamt in Berlin ihn auf die Sonderfahndungsliste G.B., ein Verzeichnis von Personen, die im Falle einer erfolgreichen deutschen Invasion Großbritanniens durch die Sonderkommandos der SS-Einsatzgruppen mit besonderer Priorität ausfindig gemacht und verhaftet werden sollten.
Im Alter siedelte Goldsmith nach Australien über, wo er Generalsekretär der australischen Esperanto Association wurde.
Goldsmith heiratete 1971 in zweiter Ehe Lily Jullie.